# Острозька угода
Острозька угода 1670 — договір, підписаний 12 вересня 1670 року в місті Острог між гетьманом Правобережної України Михайлом Ханенком і урядом Речі Посполитої. Від імені останнього підписали Станіслав Беневський та Стефан Пісочинський.

## Умови
- Проголошувалася «безпека, вольності й поваги на вічні часи» до православного духовенства
- Непорушність стародавніх військових вольностей стосовно будь-яких козацьких маєтків
- Збереження козацьких вольностей за вдовами померлих козаків
- Повна амністія тим козакам, які повертаються на службу до короля Речі Посполитої
- Вільне обрання козаками гетьмана із наступним його затвердженням королем. Заборона довічного гетьманства
- Відмова козацтва від будь-яких протекцій монархів інших держав
- Військо Запорозьке за розпорядженням коронного гетьмана повинно негайно вирушати на відсіч ворога
- Заборона козакам приймати і відправляти будь-які посольства без дозволу короля
- Шляхта і духовенство мали право вільно і безперешкодно повернутися до своїх володінь
- Військо Запорозьке зобов'язувалося власними силами придушувати виступи проти підданства Речі Посполитої, карати і страчувати винних